# Topana
Topana es una comuna ubicada en el distrito de Olt, Rumania.

## Superficie
Posee una superficie de 34,62 kilómetros cuadrados.

## Demografía
Hasta 2021 la población era de 755 habitantes, con una densidad de población de 21,81 habitantes por kilómetro cuadrado.